# Alojz Četina
Alojz Četina, slovenski agronom in predavatelj na Biotehniški fakulteti v Ljubljani, * 2. junij 1930, Podlog v Savinjski Dolini, † 27. februar 2016, Šempeter v Savinjski dolini.

## Življenje in delo
Diplomiral je 1957 na ljubljanski Fakulteti za agronomijo, gozdarstvo in veterinarstvo ter 1982 doktoriral na zagrebški Agronomski fakulteti. Strokovno se je izpopolnjeval v Nemčiji. V letih 1958−1978 je delal na Inštitutu za hmeljarstvo in pivovarstvo v Žalcu in bil od 1969–1973 tam tudi direktor. Leta 1977 je bil izvoljen za izrednega profesorja na Biotehniški fakulteti v Ljubljani za predmet kmetijsko obratoslovje. V raziskovalnem delu se je posvetil ekonomiki, tehnologiji in organizaviji pridelovanja hmelja. V letih 1967−1969 je bil predsednik mednarodne hmeljarske organizacije. Objavil je več strokovnih člankov in razprav 